# 1992 na política

## Eventos
- 7 de Fevereiro - É assinado o Tratado da União Europeia, na cidade holandesa de Maastricht.
- 23 de Fevereiro - António Guterres é eleito secretário-geral do Partido Socialista Português, no X Congresso do partido.
- 1 de Março - A Bósnia e Herzegovina torna-se independente.
- 27 de Maio - Em entrevista à Veja, Pedro Collor de Mello denuncia o esquema PC Farias, o que levaria ao Impeachment do irmão Fernando Collor de Mello.
- 1 de Setembro - Barbosa Lima Sobrinho entrega à Câmara dos Deputados o pedido de impeachment contra o presidente Collor.
- 16 de Agosto - Tem início no Brasil, o movimento dos Caras-Pintadas, jovens estudantes que saíram às ruas pedindo a saída do presidente Collor.
- 29 de setembro - O Congresso Nacional do Brasil aprova o impedimento do presidente Fernando Collor de Mello.
- 2 de Outubro  - O presidente Fernando Collor de Mello é afastado do cargo.
- 4 de Outubro - Assinado em Roma o Acordo Geral de Paz, entre o governo de Moçambique e a RENAMO, que pôs fim a 16 anos de guerra.
- 3 de Novembro - O candidato democrata, Bill Clinton é eleito presidente dos Estados Unidos, derrotando o presidente republicano, George H. W. Bush nas eleições do mesmo ano.
- 29 de Dezembro - Fernando Collor de Mello renuncia à Presidência do Brasil após processo de impeachment e mesmo assim tem seus direitos políticos suspensos por oito anos. O vice-presidente Itamar Franco assume a presidência da républica.

## Nascimentos
| Data | Nome | Profissão | Nacionalidade | Observações | Ref |
| ---- | ---- | --------- | ------------- | ----------- | --- |

## Mortes
| Data            | Nome              | Profissão                                                                | Nacionalidade   | Observações               | Ref   |
| --------------- | ----------------- | ------------------------------------------------------------------------ | --------------- | ------------------------- | ----- |
| 17 de fevereiro | Jânio Quadros     | político e presidente do Brasil em 1961                                  | Brasil          | n.1917                    |       |
| 9 de março      | Menachem Begin    | político, Primeiro-ministro de Israel de 1977 a 1983 e Nobel da Paz 1978 | Israel          | n. 1913                   | [ 1 ] |
| 30 de maio      | Karl Carstens     | político alemão e presidente da Alemanha de 1979 a 1984                  | Alemanha        | n. 1914                   | [ 2 ] |
| 21 de junho     | Li Xiannian       | Presidente da República Popular da China de 1983 a 1988                  | China           | n. 1909                   |       |
| 15 de julho     | Hammer DeRoburt   | primeiro presidente de Nauru                                             | Nauru           | n. 1922                   |       |
| 23 de julho     | Suleiman Frangieh | presidente do Líbano de 1970 a 1976                                      | França (Líbano) | n. 1910                   |       |
| 15 de agosto    | Giorgio Perlasca  | cônsul-geral da República Espanhola na Hungria                           | Espanha         | n. 1910                   |       |
| 8 de outubro    | Willy Brandt      | chanceler da Alemanha Ocidental                                          | Alemanha        | n. 1913 Nobel da Paz 1971 | [ 1 ] |
| 12 de outubro   | Ulysses Guimarães | político                                                                 | Brasil          | n. 1916                   |       |
| 7 de novembro   | Alexander Dubček  | político tcheco, líder da Primavera de Praga                             | Checoslováquia  | n. 1921                   |       |